# Кодзима, Сатоси
Сатоси Кодзима (яп. 小島 聡, род. 14 сентября 1970, Кото) — японский рестлер, выступающий в New Japan Pro-Wrestling. Считается одним из величайших японских рестлеров XXI века и всех времен, он был первым рестлером, который одновременно владел титул чемпиона IWGP в тяжёлом весе и титул чемпиона Тройной короны в тяжёлом весе. Также он четвёртый, кто выиграл три главных чемпионства Японии в тяжелом весе — Тройной короны в тяжёлом весе, IWGP в тяжёлом весе и чемпионство GHC в тяжёлом весе. Один из трех борцов, владевших чемпионством IWGP в тяжёлом весе, Тройной короны в тяжёлом весе и титул чемпиона мира NWA в тяжёлом весе (двое других — Кэйдзи Муто и Синъя Хасимото). В целом Кодзима семикратный чемпион мира в крупнейших рестлинг-промоушенах. С 2022 года он также выступает в Pro Wrestling Noah.
Как команда, он и Хироёси Тэндзан являются шестикратными командными чемпионами IWGP и стали первой командой, выигравшей G1 Tag League и World’s Strongest Tag Determination League в один и тот же год. Они с Тэндзаном также являются бывшими командными чемпионами мира NWA. За время работы в NWA, AJPW, NJPW и Noah Кодзима стал обладателем 20 чемпионских титулов.

## Титулы и достижения
- All Japan Pro Wrestling
  - Всеазиатский командный чемпион (1 раз) — с Сирю
  - Чемпион Тройной короны в тяжёлом весе (2 раза)
  - Командный чемпион мира (3 раза) — с Тайё Кеа (1), Каз Хаяси (1) и ТАРУ (1)
  - BAPE STA!! Tag Tournament (2003) — с Эйпменом[1]
  - Карнавал чемпионов (2003)
  - January 2 Korakuen Hall Heavyweight Battle Royal (2003)[2]
  - World’s Strongest Tag Determination League — с Тайё Кеа (2002), Казом Хаяси (2003) и Хироёси Тэндзаном (2006, 2008)
- Major League Wrestling
  - Чемпион мира MLW в тяжёлом весе (1 раз)[3]
- National Wrestling Alliance
  - Чемпион мира NWA в тяжёлом весе (1 раз)[4]
  - Командный чемпион мира NWA (1 раз) — с Хироёси Тэндзаном[5]
- New Japan Pro-Wrestling
  - Чемпион IWGP в тяжёлом весе (2 раза)[6][7]
  - Командный чемпион IWGP (7 раз) — с Хироёси Тэндзаном (6) и Манабу Наканиси (1)
  - Командный чемпион 6-и человек NEVER в открытом весе (2 раза) — с Мэттом Сайдалом и Рикошетом (1), и Дэвидом Финли и Рикошетом (1)[8]
  - Super Grade Tag League/G1 Tag League — с Кэйдзи Муто (1998), и Хироёси Тэнзаном (2001, 2008).
  - G1 Climax (2010)[9]
  - Young Lion Cup (1994)[10]
  - Награда за боевой дух (2001)[11]
  - Командный матч года (2000) с Хироёси Тэндзаном против Манабу Наканиси и Юдзи Нагаты 9 октября[12]
- Nikkan Sports
  - Награда лучшей команде (2008) с Хироёси Тэндзаном[13]
- Pro Wrestling Illustrated
  - № 3 в топ 500 рестлеров в рейтинге PWI 500 в 2005
- Pro Wrestling Noah
  - Чемпион GHC в тяжёлом весе (1 раз)[14]
- Pro Wrestling Zero1-Max
  - Фестиваль огня (2003)
- Tokyo Sports
  - Награда лучшей команде (2000) с Хироёси Тэндзаном
  - Награда за боевой дух (2010)[15]
  - Награда самому ценному рестлеру (2005)
- Wrestling Observer Newsletter
  - Команда года (2001) с Хироёси Тэндзаном